# Tumbuka (peuple)
Pour les articles homonymes, voir Tumbuka.

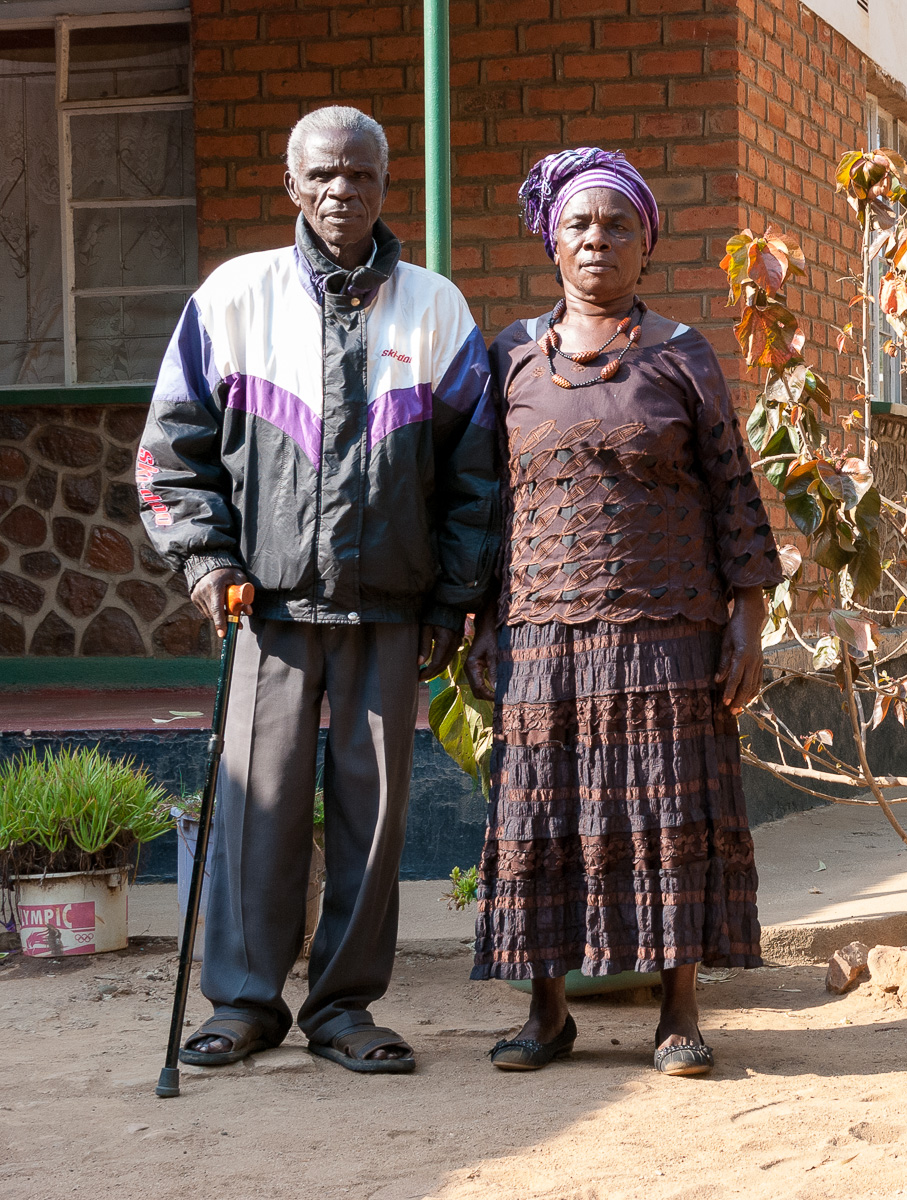
Chef tumbuka et sa femme, près de Rumphi (Malawi)

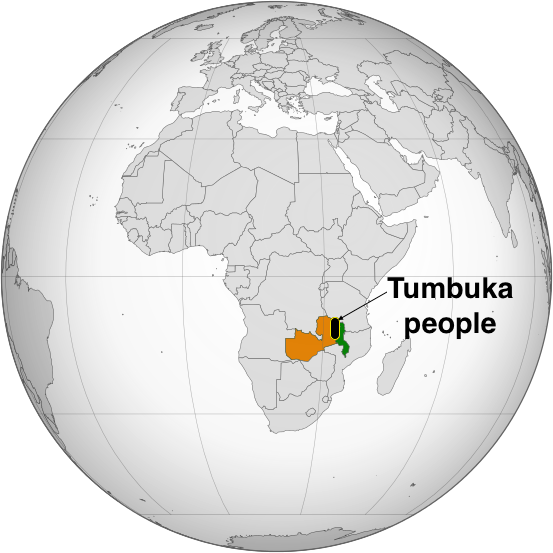
Implantation des Tumbuka

Les Tumbuka sont une population d'Afrique australe vivant au nord du Malawi et au nord-est de la Zambie. 

## Ethnonymie
Selon les sources et le contexte, on observe de multiples variantes : Atimbuka, Batumbuka, Henga, Kamanga, Matumboka, Nyasa, Siska, Sisya, Tamboka, Tambuka, Timbuka, Tombuca, Tombuka, Toumbouka, Tumboka, Tumbukas, Tumbuko, Tumbuku, Tumbukwa, Watumbuka.

## Langue
Leur langue est le tumbuka (ou citumbuka), une langue bantoue. En 2001 le nombre de locuteurs était estimé à 1 000 000 au Malawi et 480 000 en Zambie.

## Culture
Ils pratiquent le Vimbuza, une danse de guérison inscrite sur la liste du patrimoine culturel immatériel de l'UNESCO.

### Discographie
- Northern and central Malawi : Nyasaland : 1950 '57 '58 (collecteur : Hugh Tracey), International Library of African Music, Grahamstown, 2000, CD (67 min 17 s) + brochure (16 p.) [concerne les Tonga, Tumbuka, Cewa]